# Anfiteatro de Bourges
El anfiteatro de Bourges es un anfiteatro romano construido en la ciudad de Avaricum, actual Bourges en el departamento francés de Cher.
Poco se sabe de este monumento: solo parece segura su ubicación, bajo la actual place de la Nation, pero no se conocen con certeza ni sus dimensiones, ni su arquitectura, ni las fechas de su construcción y destrucción.

## Ubicación
El anfiteatro se construyó al noroeste de la ciudad galo-romana, en el límite de un barrio aparentemente urbanizado desde el Alto Imperio. Sin embargo, la ciudad se redujo dentro de sus murallas durante el Bajo Imperio romano y el monumento quedó en gran parte fuera de la zona protegida.
En la ciudad moderna, la place de la Nation cubre el emplazamiento del anfiteatro y los edificios que bordean la parte noreste de esta plaza son probablemente testigos de la curvatura del monumento, para el que no se han realizado investigaciones arqueológicas.

## Historia

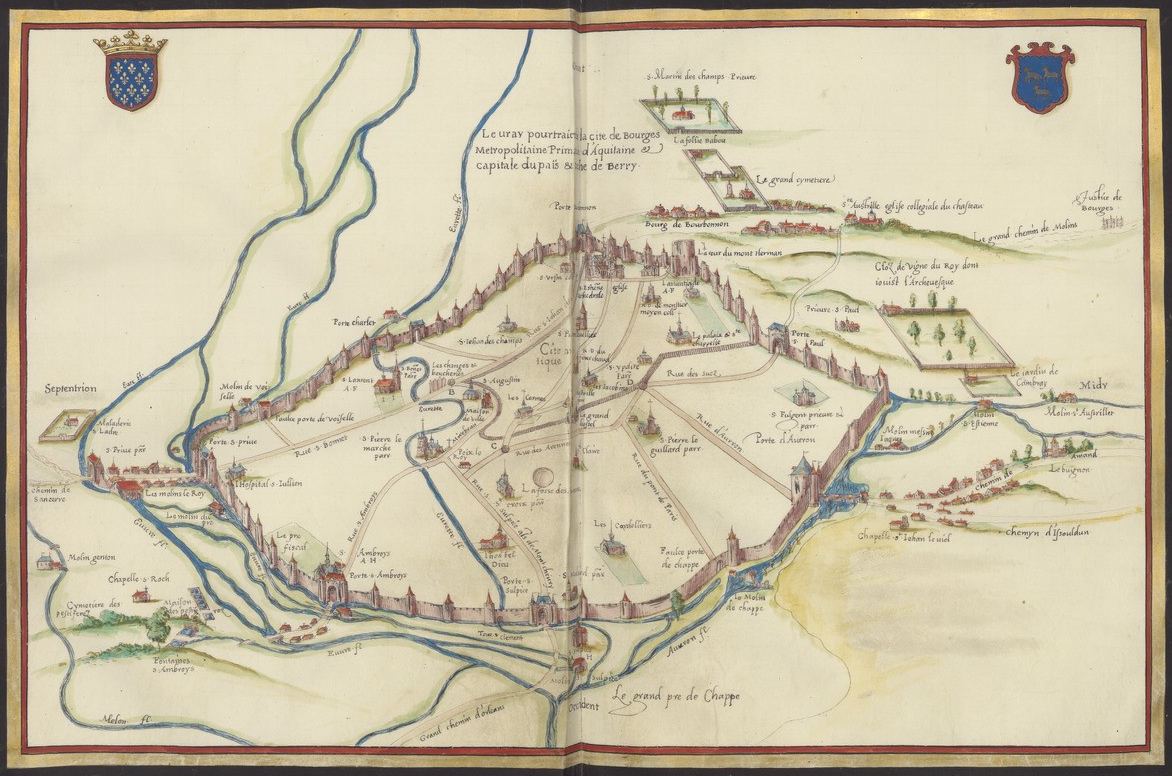
Plano de Bourges en 1568; el «foso de las arenas» aparece en el centro.

En el recinto del Bajo Imperio se encontraron bloques del anfiteatro, pero es imposible saber si se retiraron cuando se construyó el recinto  o si se trataba de bloques rescatados de las ruinas del anfiteatro para reparaciones posteriores sin fecha. Por su parte, Émile Chénon sugiere la destrucción durante el reinado de Chilperico I o Pipino el Breve.
Un plano de Bourges realizado en 1568 por Nicolas de Nicolay menciona el «foso de las arenas», representado como un estanque; los espectáculos se celebraban allí en gradas de madera. En esa época, ya no quedaban vestigios importantes de la antigua cávea, y el emplazamiento de las arenas se rellenó en 1619; la plaza así despejada recibió el nombre de "place de Bourbon" y después el de "place de la Nation.

## Descripción
Se desconocen las dimensiones del anfiteatro. Algunas publicaciones mencionan un «diámetro medio de unos cien metros», sin aportar argumentos que lo apoyen.
Aunque la arquitectura del anfiteatro sigue siendo en gran parte desconocida, es casi seguro que allí tuvieron lugar combates de gladiadores, ya que la estela funeraria de un mirmillón, hallada en una antigua necrópolis de Bourges, menciona tres combates victoriosos y nombra también a uno de sus compañeros.
Además, una piedra encontrada en las murallas de la ciudad es el respaldo de un asiento del anfiteatro, grabado con el nombre de la hija de un duumviro local, para quien estaba reservado.